# Herbertpur
Herbertpur es un pueblo y nagar Panchayat situado en el distrito de Dehradun,  en el estado de Uttarakhand (India). Su población es de 9782 habitantes (2011). 

## Demografía
Según el censo de 2011 la población de Herbertpur era de 9782 habitantes, de los cuales 5145 eran hombres y 4637 eran mujeres. Herbertpur tiene una tasa media de alfabetización del 88,15%, superior a la media estatal del 78,82%: la alfabetización masculina es del 93,13%, y la alfabetización femenina del 82,70%.